# Louise Pedersen
Louise Pedersen (17 de noviembre de 1981) es una modelo danesa.

## Vida y carrera
Trabajaba como camarera antes de ser descubierta en un tren en dirección a Noruega.  Otra modelo la descubrió, y cuando llegaron a la estación el director de 2pm Model Management la quería ver. En un principop, pensó que todo era una broma, así que ella declinó la oferta, aunque cuando volvió a Copenhague fue a la agencia tan solo para saludar.
Acabó firmando un contrato con la agencia y comenzó a trabajar localmente antes de irse a Nueva York. Más tarde ser iría a Milán donde conoció a Mario Testino. Los diseñadores pasarían a conocerla como "la chica de la que tanto habla Mario Testino"
Su debut abriendo el evento de Prada en 2002 fue una sorpresa. No sabía que le tocaría a ella abrir hasta unos minutos antea. Desfiló también para otros diseñadores como Balenciaga, Alexander McQueen, y Calvin Klein convirtiéndola en una de las modelos más demandadas. En 2003, figuró en famoso anuncio de Gucci, el cual mostraba al modelo Adam Senn bajándole la ropa interior, revelando que en su pelo púbico tenía una "G". El anuncio fue prphibido en muchos países.
En 2006, se volvió el rostro de la marca danesa de joyas, Pilgrim.
Ha realizado campañas para Gucci, Levi's, Tiffany, Hugo Boss,  Carolina Herrera, Chanel, y DKNY. Es el rostro se la fragancia de Maxmara y de la de DKNY, "Be Delicious". Ha figurado en las páginas de Vogue y Allure.
Después de dejar de lado la pasarela por unas temporadas, Louise desfiló para Givenchy y Diesel Black Gold Otoño 2009/2010.